# الاعتراف بالإبادة الجماعية للأرمن

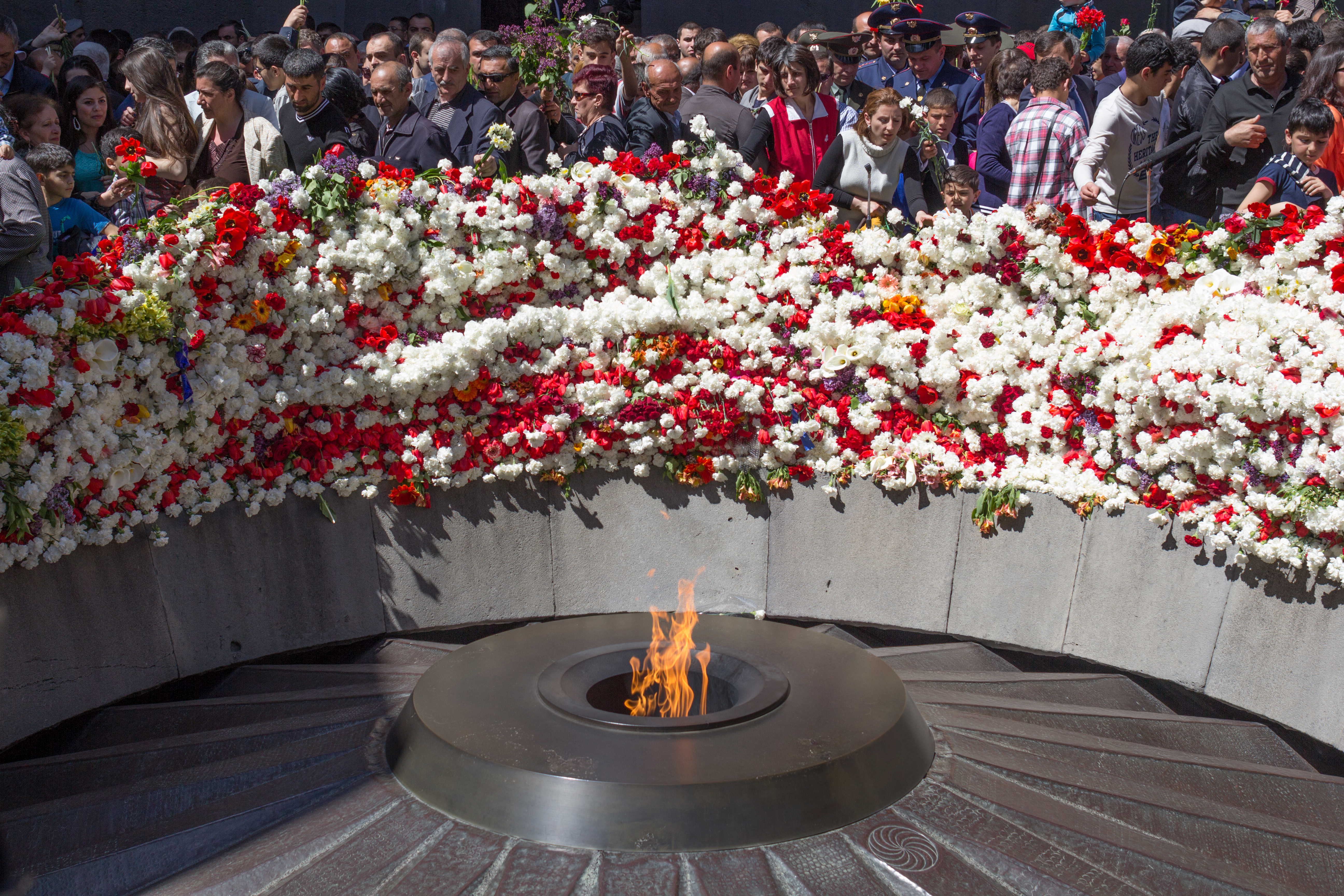
الشعلة الخالدة في نصب الإبادة الجماعية للأرمن.

الاعتراف بالإبادة الجماعية للأرمن هو الاعتراف الرسمي أن المجازر المنهجية والترحيل القسري للأرمن الذين ارتكبوا من قبل الدولة العثمانية منذ 1915 حتى 1923 يمثلون إبادة جماعية. الغالبية العظمى من المؤرخين وكذلك المؤسسات الأكاديمية التي تقوم بدراسة الهولوكوست والإبادة الجماعية تعترف بأن ما حصل للأرمن كان إبادة جماعية. ولكن رغم الاعتراف بالطابع الإبادي للمجزرة التي ارتكبت بحق الأرمن في المجال البحثي وأيضاً في المجتمع الحضاري، بعض الحكومات ما زالت مترددة لأن تعترف رسمياً أن عمليات القتل كانت إبادة جماعية بسبب قلق سياسي بشأن علاقاتهم مع جمهورية تركيا، الدولة التالية للسلطات العثمانية الإمبريالية التي اركتبت الإبادة. حكومتا تركيا وحليتفها الوثيقة أذربيجان هما الوحيدتان اللتان ترفضان مباشرةً الصحة التاريخية للإبادة الجماعية الأرمينية، وكلتاهما تعارض بإصرار الاعتراف بالإبادة من قبل دول أخرى، مهددتان بعواقب اقتصادية ودبلوماسية للمعترفين.
العديد من الدول الأخرى، والأكثر جدلاً منها الولايات المتحدة (والتي تم الضغط عليها من قبل قسم الحكومة التركية المختص بالضغط السياسي، وإسرائيل، وفي الماضي رابطة مكافحة التشهير)، قاموا قصداً بتفادي الاعتراف بها كإبادة لكي لا يؤذوا علاقاتهم مع تركيا. اعترف الرئيس الأمريكي جو بايدن في 24 أبريل 2021 أن مذابح الأرمن في أوائل القرن العشرين كانت إبادة جماعية. ولكن في 2016 قام الرئيس التنفيذي لرابطة مكافحة التشهير بالاعتراف بشكل واضح بصحة الإبادة الأرمينية، وجزم أن المنظمة تؤيد اعتراف الولايات المتحدة بها. (من الجدير بالذكر إنه رغم أن الولايات المتحدة ككل لا تعترف بأن ما حصل للأرمن يعتبر إبادة، إلا أن 49 من أصل 50 ولاية <جميعها ما عدى ميسيسيبي> تعترف بالإبادة الأرمنية.) دفعت الحكومة التركية ملايين الدولارات من أجل ممارسة ضغط سياسي في واشنطن في العشر سنوات الماضية، الكثير منها مركزاً على قضية الإبادة الأرمينية، وقامت في الماضي بتهديد السياسيين في الدول الأخرى بالقصاص الشديد لكي تمنعهم من أن يستعملوا كلمة إبادة جماعية. لقد تم أيضاً اتهام جمهورية تركيا بمحاولة تهديد وإسكات الصحفيين الاستقصائيين الأجنبيين والباحثين في مجال الإبادة الجماعية.
في تباين مع تركيا، أذربيجان، وباكستان، التي لا تعترف بأرمينيا كدولة أصلاً، إنكار الإبادة الأرمينية ممنوع رسمياً في فرنسا، سويسرا، اليونان، قبرص، وسلوفاكيا.
ومن المعترف به على نطاق واسع أن مذابح الأرمن تعتبر من جرائم الإبادة الجماعية الأولى في التاريخ الحديث،:177 ويشير الباحثون بذلك إلى الطريقة المنهجية المنظمة التي نفذت من خلالها عمليات قتل هدفها القضاء على الأرمن، وتعتبر مذبحة الأرمن ثاني أكبر قضية عن المذابح بعد الهولوكست. وكلمة الإبادة الجماعية قد صيغت من أجل وصف هذه الأحداث.
اعتباراً من عام 2019، قامت حكومات وبرلمانات من 31 بلدًا، بما في ذلك روسيا، البرازيل، فرنسا، ألمانيا، إيطاليا، وكندا، وكذلك 49 ولاية من الولايات المتحدة الأمريكية، إلى جانب الأمم المتحدة؛ بالاعتراف بأن الأحداث التي حصلت للأرمن كانت إبادة جماعية.

## مؤسسات أكاديمية
في عام 1997 أصدرت الجمعية الدولية لعلماء الإبادة الجماعية (IAGS) قرارًا يعترف بالإجماع بالمجازر العثمانية بحق الأرمن بأنها إبادة جماعية. كما وأيد القرار على اعتبار مذابح الأرمن إبادة جماعية أكاديميين وعلماء مرموقين أمثال روجر سميث جورج؛ إسرائيل تشارني (الجامعة العبرية، القدس)؛ هيلين فين، وفرانك شالك (جامعة كونكورديا، مونتريال)؛ بن كيرنان (جامعة ييل)؛ ومارك ليفين (جامعة وارويك، المملكة المتحدة)؛ رودا هوارد (جامعة ماكماستر، كندا)، مايكل فريمان (جامعة إسكس، المملكة المتحدة)، جونار هينسون (جامعة بريمن، ألمانيا) وغيرهم. وفي 5 أكتوبر 2007 أصدرت الجمعية الدولية لعلماء الإبادة الجماعية ثلاثة اعتراف تشمل أيضًا مذابح آشورية والمذابح بحق اليونانيين البنطيين التي قامت بها الدولة العثمانية على أنها إبادة جماعية. وأطلقت الرابطة الدولية لعلماء الإبادة الجماعية أن الحملة العثمانية التي قام بها الأتراك ضد الأقليات المسيحية في الإمبراطورية بين عامي 1914 و1923 هي إبادة جماعية.
في عام 2007 كتب إيلي فيزيل مؤسس مؤسسة من أجل الإنسانية رسالة موقعة من قبل 53 شخص من الحائزين على جائزة نوبل تم فيها إعادة التأكيد على الاستنتاج الذي خلص إليه علماء الإبادة الجماعية بأن عمليات القتل عام 1915 التي قامت بها الدولة العثمانية ضد الأرمن هي جريمة إبادة جماعية.

## المنظمات الدولية
المنظمات الدولية التي تعترف رسميًا بالإبادة الأرمنية تشمل: الأمم المتحدة، البرلمان الأوروبي، (1987، 2000، 2002، 2005) مجلس أوروبا، مجلس الكنائس العالمي، منظمة حقوق الإنسان، جمعية حقوق الإنسان التركية، ميركوسور، جمعية الشبان المسيحيين، واتحاد اليهود الاصلاحيين.
في عام 2007 أعلنت رابطة مكافحة التشهير بأن قتل الأرمن، التي كان يتم وصفها قبلًا بانها «فظائع»، أنها بمثابة إبادة جماعية.

## دول وحكومات

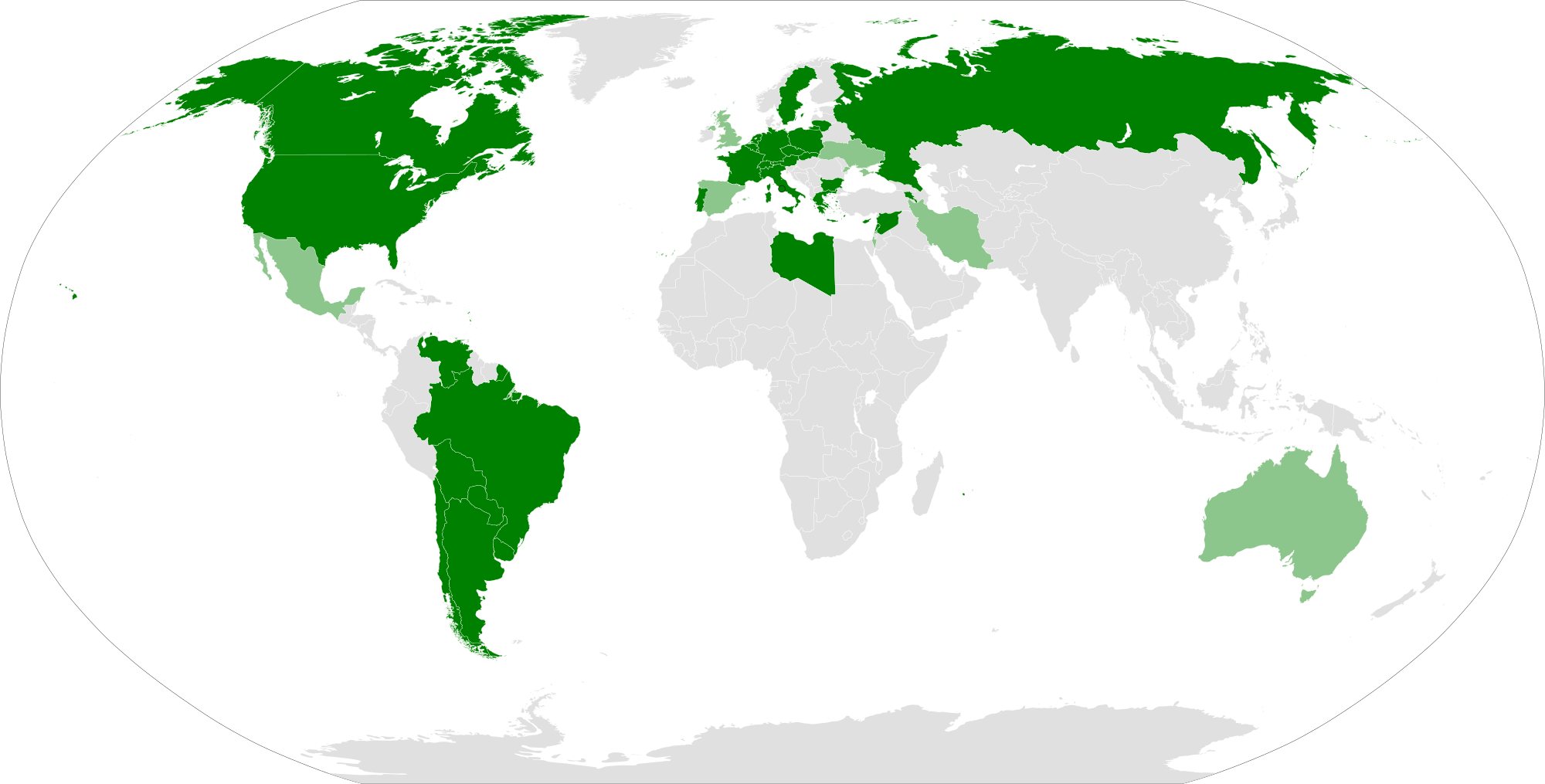
خريطة تبين الدول التي اعترفت رسميا بالإبادة الأرمنية.

الدول ذات السيادة التي تعترف رسميًا بالإبادة الأرمنية تشمل:
- الأرجنتين (قانونين[45][46] وثلاثة قرارات[47][48][49][50])
- أرمينيا[51]
- بلجيكا[52]
- كندا (1996[53] 2002،[54] 2004[55])
- تشيلي[56]
- قبرص[48][57]
- فرنسا[58][59][60][61][62][63]
- اليونان[48][64]
- إيطاليا[48]
- ليتوانيا[65]
- لبنان[48][66]
- هولندا[67]
- بولندا[68]
- روسيا[48][69]
- سلوفاكيا[70]
- السويد[48][71]
- سويسرا[72]
- الأوروغواي (1965،[48][73] 2004[74])
- الفاتيكان[48][75]
- فنزويلا[76]
- البرازيل (2015)،[77]
- بلغاريا (2015)،[78][79]
- جمهورية التشيك (2015)[80]
- ألمانيا (2015)[81][82]
- لوكسمبورغ[83]
- سوريا[84]
- النمسا(2015).[85]

في 2 يونيو 2016 تبنى البرلمان الألماني، قرارًا بعنوان «إحياء ذكرى إبادة الأرمن وأقليات مسيحية أخرى بعد 101 عام»، وصف الجرائم التي ارتكبت بحق الأرمن في الحقبة العثمانية بالإبادة الجماعية. وصوّت النواب الألمان بغالبية ساحقة، على قرار يعترف بإبادة الإرمن في عهد الدولة العثمانية، وأعلنت المستشارة الألمانية أنغيلا ميركل دعمها وتأييدها لموقف حزبها الداعي للاعتراف بالإبادة التي تعرّض لها الأرمن على يد قوات الدولة العثمانية خلال الحرب العالمية الأولى.
في عام 2019 أقرّ مجلس النواب الأمريكي الاعتراف رسمياً بالقتل الجماعي للأرمن على أيدي القوميين الأتراك خلال الحرب العالمية الأولى باعتباره «إبادة جماعية»، وقالت رئيسة مجلس النواب الأمريكي نانسي بيلوسي إنه يشرفها الانضمام إلى زملائها في «إحياء ذكرى واحدة من أكبر الفظائع في القرن العشرين: القتل المنهجي لأكثر من مليون ونصف مليون أرمني من رجال ونساء وأطفال الأرمن على يد الإمبراطورية العثمانية». وذكر القرار أنّ للولايات المتحدة «تاريخ فخور» في الاعتراف بالإبادة الجماعية للأرمن وإدانتها، من خلال الاعتراف بمقتل 1.5 مليون أرميني على يد الإمبراطورية العثمانية من عام 1915 إلى عام 1923، فضلاً عن تقديم الإغاثة للناجين من حملة الإبادة الجماعية ضد الأرمن واليونانيين والآشوريين والكلدانيين والسريان والآراميين، والموارنة وغيرهم من المسيحيين. وأقر مجلس النواب الأمريكي بأكثرية 405 أصوات مقابل 11 القرار الذي يؤكد اعتراف الولايات المتحدة بما يعرف «بالإبادة الأرمنية»، وهي خطوة أغضبت الحكومة التركية. في 24 أبريل 2021، اعترف الرئيس جو بايدن رسمياً بمذبحة الأرمن على أنها إبادة جماعية للأرمن.

## مناطق أو محافظات

خريطة تبين الولايات الأمريكية التي اعترفت رسمياً بالإبادة الأرمنية في اللون الأخضر.

المناطق أو المحافظات التي تعترف بالإبادة الأرمنية تشمل: إقليم الباسك وإقليم كتالونيا في إسبانيا، إقليم القرم في أوكرانيا، نيوساوث ويلز وجنوب أستراليا في أستراليا، كيبك وألبرتا في كندا، و 49 ولاية في الولايات المتحدة الأمريكية في عام 2019. بالإضافة إلى كل من اسكتلندا، وويلز، وأيرلندا الشمالية.
كما كان هناك تحرك من جانب الناشطين في بلغاريا من الاعتراف بالإبادة الجماعية، وتم التصويت عليه. بعد وقت قصير من قرار البرلمان عدد من البلديات في بلغاريا وافقت على قرار للاعتراف بالإبادة الجماعية. وقد صدر القرار في مدينة بلوفديف أولا تليها بورغاس، روسه، ستارا زاغورا، وغيرها من المدن.

## وسائل إعلام

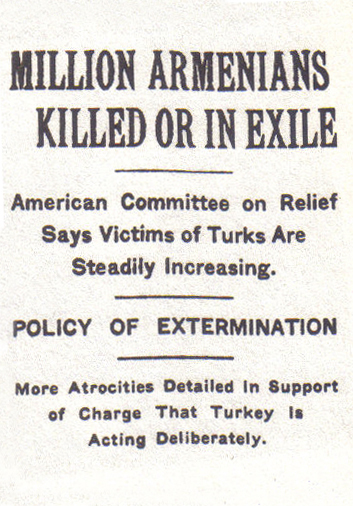
جريدة نيويورك تايمز صادرة في 15 ديسمبر 1915 تذكر المقالة في الجريدة أن قريب المليون شخص قتلوا أو تم نفيهم على أيدي الأتراك

العديد من وسائل الإعلام التي تعترف رسميا بالإبادة الأرمنية أهمها: نيو يورك تايمز، أسوشيتد برس، لوس انجيلوس تايمز وغيرها.

## البرلمان الأوروبي
في سنة 2015 صوت البرلمان الأوروبي، بأغلبية ساحقة، على قرار حول الاعتراف في مذابح الأرمن، بمناسبة الذكرى المئوية ما حرص النواب الأوروبيون على مطالبة كافة الدول الأوروبية بالاعتراف بمذابح الأرمن على أنها عملية إبادة جماعية.

## شخصيات عامة
اعترف الرئيس الألماني يواخيم غاوك بـ«الإبادة» الأرمنية، مشدداً على «مسؤولية جزئية» لبلاده في ما حدث. وقال غاوك خلال حفل ديني نظم في برلين عشية الذكرى المئوية للمجازر التي ارتكبها الأتراك بحق الأرمن وبعض الشعوب الأخرى الأصلية في آسيا الصغرى بين عامي 1915 و 1917 «يجب علينا نحن الألمان القيام بعملنا وحفظ هذه الذاكرة من الضياع»، مؤكداً على أن «مسؤولية جزئية أو حتى تواطؤاً محتملاً في إبادة الأرمن» حدث من قبل الألمان.
وكان البابا فرنسيس أحيا في أبريل 2015، الذكرى المئوية لمقتل نحو 1.5 مليون أرمني حسب المصادر الأرمنية في العام 1915 ووصفها بأنها «أول إبادة جماعية في القرن العشرين»، أثناء قداس في روما في حضور بطريرك كيليكيا للأرمن الكاثوليك نرسيس بيدروس الـ 19 تارموني، ورئيس أرمينيا سيرج سركسيان. وتطرّق البابا في بداية القداس الذي أقيم في «كاتدرائية القديس بطرس» إلى «المذبحة العبثية التي وقعت قبل قرن وتلتها النازية والستالينية». وقال: «من الضروري بل من الواجب أن نحيي ذكراهم، فكلما خفتت الذكرى يدفع الشر الجراح إلى التقيح»، مشيراً إلى أن «إخفاء أو إنكار (وقوع) الشر يجعل الجراح تستمر في النزيف من دون تضميدها».

## الأكراد
لعبت بعض القبائل الكردية دورًا في الإبادة الجماعية، كما كانت أداة هامة تستخدمها السلطات العثمانية لتنفيذ عمليات القتل. في الآونة الأخيرة اعترف واعتذر عدد من المثقفين الأكراد والأحزاب الكردية الرئيسية مثل الحزب الشعبي الديموقراطي في تركيا، والحزب الديمقراطي الكردستاني، وحزب العمال الكردستاني، باسم أسلافهم على عمليات القتل والفظائع والتهجير تجاه الأرمن والآشوريين من قبل القبائل الكردية خلال عهد الدولة العثمانية.

## تركيا 1919-1920
اعترفت الحكومة التركية بين السنوات 1919-1920 في الإبادة الجماعية للأرمن حيث عقدت الأحكام التي نفذتها المحاكم العسكرية التركية بين السنوات 1919-1920 بحق القادة العثمانيين المشاركين في المذابح؛ واعترفت الدولة العثمانية سنة 1919 في الإبادة الجماعية للأرمن (المعروفة آنذاك باسم «جرائم حرب»)، وحكم على الجناة حتى الموت. ومع ذلك، في عام 1921، خلال انبعاث الحركة الوطنية التركية، أعطي العفو عن الذين تثبت إدانتهم. بعد ذلك، فإن الحكومات التركية المتعاقبة، بقيادة مصطفى كمال أتاتورك، اعتمدت سياسة الإنكار.
ومع اعتماد سياسة الإنكار اعتمدت المصادر والرواية التركية إنكار وجود مذابح بحق الأرمن وأن سبب وفاة الأرمن كان ظروف الحرب والتهجير.